# Динамо-Раубичи
«Динамо-Раубичи» (бел. Дынама-Раўбічы) — молодёжная команда по хоккею с шайбой из Минска, Беларусь.

## История
Хоккейный клуб «Динамо-Раубичи» основан на базе команды «Раубичи-97» в 2015 году. Команда «Раубичи-97» в сезоне 2013/2014 выступала в высшей лиге чемпионата Беларуси. Команда является базовой для сборной Беларуси по хоккею с шайбой до 18 лет. Матчи проводит на ледовом катке в Раубичах. Хоккейный клуб выступал в Молодёжной хоккейной лиге в сезоне 2015/2016. Чемпион НХЛ сезона 2000-2001